# Hérisson tchèque
 (août 2023).

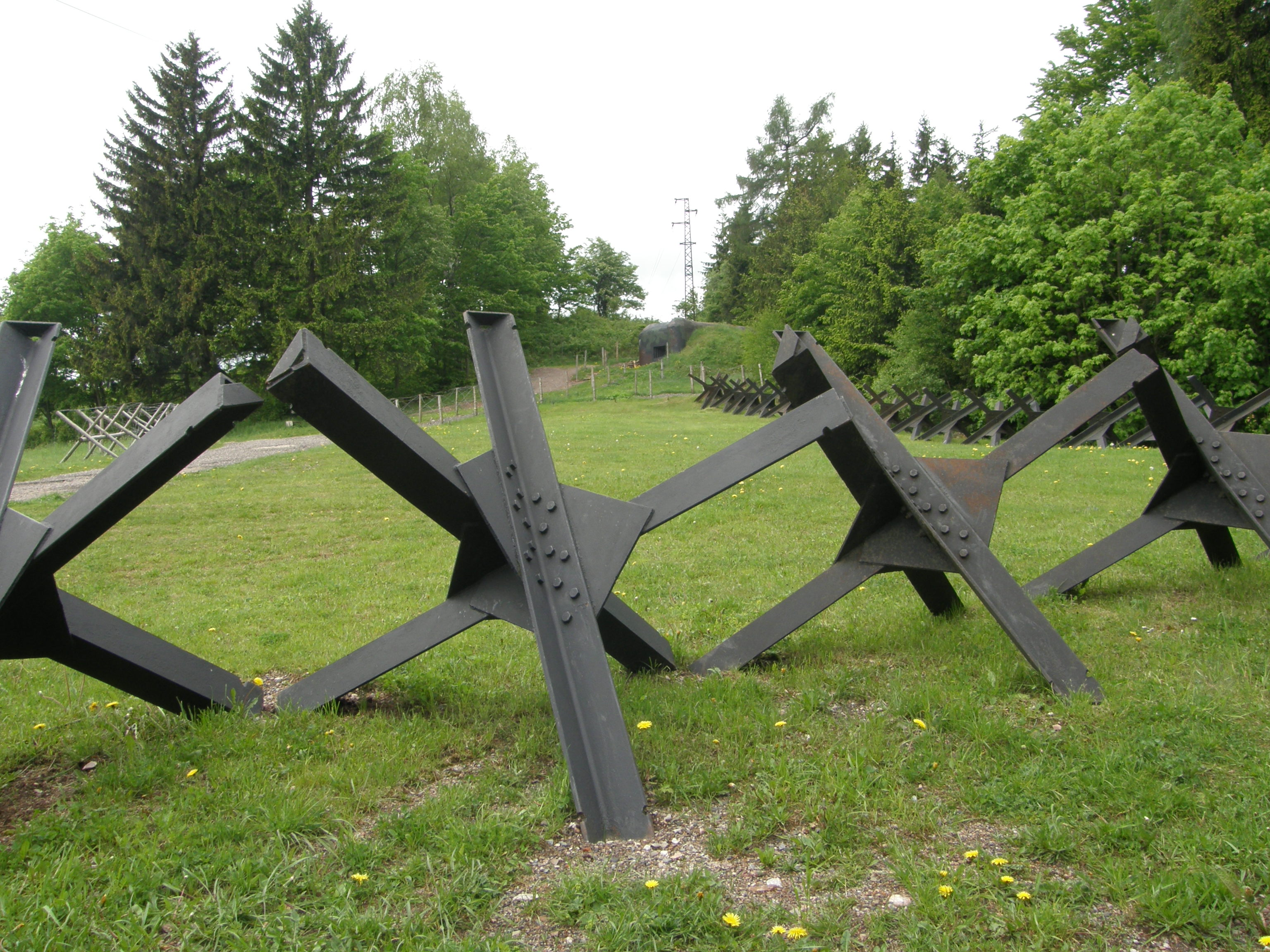
Hérisson tchèque

Le hérisson tchèque (en tchèque rozsocháč) est un obstacle anti-char statique en acier composé de pièces soudées entre elles à angle droit et déployé durant la Seconde Guerre mondiale par différentes forces combattantes. Il est issu du cheval de frise, dispositif défensif en bois de lutte contre la cavalerie.
Ces hérissons sont efficaces pour empêcher les tanks de franchir une ligne de défense. Ils conservent leur efficacité même lorsqu'ils sont renversés par une explosion à proximité. Du fil de fer barbelé recouvre parfois le hérisson tchèque, afin de le rendre beaucoup moins facile à déplacer par l'infanterie.
Bien qu'il puisse fournir une petite protection à l'infanterie ennemie, celle-ci est généralement beaucoup moins efficace contre les positions fortifiées de défense que des unités mécanisées.

## Histoire et origine
Le nom vient de la Tchécoslovaquie où de tels obstacles furent déployés à la frontière tchéco-allemande le long des lignes de fortifications tchécoslovaques, un système imposant mais incomplet construit juste avant la Seconde Guerre mondiale par la Tchécoslovaquie. Celui-ci tomba aux mains allemandes en 1938 après l'occupation des Sudètes à la suite des accords de Munich.

## Fonctionnement
Un hérisson tchèque est constitué de 3 poutres mesurant environ 2m de long fixées ensemble en leur milieu. Lorsqu'un véhicule percute le hérisson, la pression exercée se reporte sur le pied arrière du hérisson qui s'enfonce dans le sol, augmentant la résistance du hérisson et finissant par arrêter le véhicule. Différents types de poutres peuvent être utilisés comme des rails, des tuyaux ou des plaques de métal pliées et fixées avec des moyens répandus comme la soudure, le boulonnage ou le rivetage. Il ne demande pas une installation particulière mais simplement d'être posé au sol. Même s'il bascule à cause d'une explosion, il reviendra dans une position de trépied stable.
S'il est comparé à un système de défense fixe comme des dents de dragon et ou des fosses anti-char, il présente les avantages et défauts suivants: 

### Avantages
- simple et économique à produire : tout mécanicien ou atelier de métallurgie peut en produire avec des matériaux de récupération.
- rapidité d'installation : un camion peut en transporter une dizaine pour fermer rapidement un itinéraire alors qu'il faut des semaines de travail pour une installation fixe.
- possibilité de le désinstaller : il est possible de rouvrir l'itinéraire une fois la menace passée.
- faible couverture pour l'infanterie : les poutres étroites ne permettent pas à un fantassin de se cacher complètement derrière, l'ajout de fil de fer barbelé autour des poutres le rend infranchissable par l'infanterie.
- résistance à l'artillerie : les poutres étroites offrent peu de surface aux souffles des explosions et le hérisson reviendra à une position stable s'il bascule.

### Défauts
- Non invasif : un véhicule qui percute un hérisson tchèque est arrêté mais pas coincé comme sur des dents de dragon ou une fosse anti-char. Il peut généralement se dégager simplement en reculant et en cherchant un nouvel itinéraire.
- facile à désinstaller : les hérissons tchèques peuvent facilement être dégagés d'un itinéraire par une unité de fantassin sans moyen du génie. Comme tout obstacle militaire, un itinéraire fermé par des hérissons tchèques doit être battu par le feu de défenseurs pour ne pas perdre sa valeur d'interdiction (par exemple : une casemate qui le surveille et le couvre avec une mitrailleuse et une arme anti-char).

## Utilisation
Les hérissons tchèques furent massivement utilisés durant la Seconde Guerre mondiale par l'Union soviétique dans sa défense anti-char. Ils étaient fabriqués à partir de n'importe quelle pièce d'acier robuste et même parfois de bois, comme des traverses de chemin de fer. Les hérissons tchèques ont été particulièrement efficaces dans le combat en milieu urbain, où un seul hérisson pouvait bloquer l'ensemble d'une rue. Il est ainsi devenu le symbole de « la défense à tout prix » dans l'Union soviétique. Le monument à la mémoire des défenseurs de Moscou, construit à côté de l'autoroute M10 en 1966, est ainsi composé de trois hérissons tchèques géants[réf. souhaitée]. Pourtant même s'ils ont été efficaces en combat urbain contre les engins blindés, il y eut assez peu d'utilisation de blindés dans la guerre urbaine lors de la campagne allemande de Russie.
Les hérissons tchèques constituaient des éléments du mur de l'Atlantique et sont visibles sur de nombreuses photos du débarquement de Normandie.

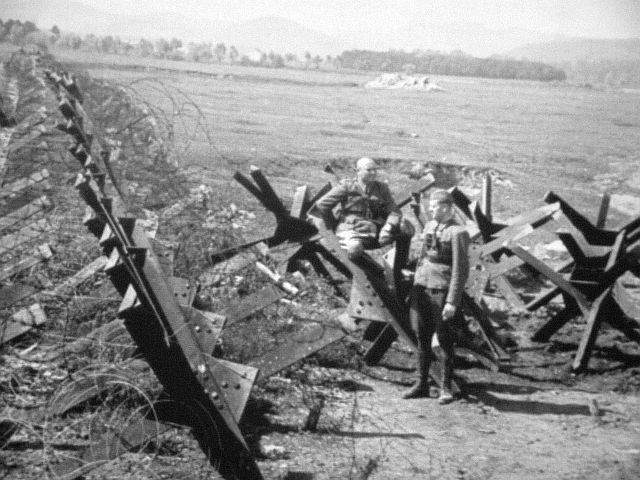
En Union soviétique en 1941.
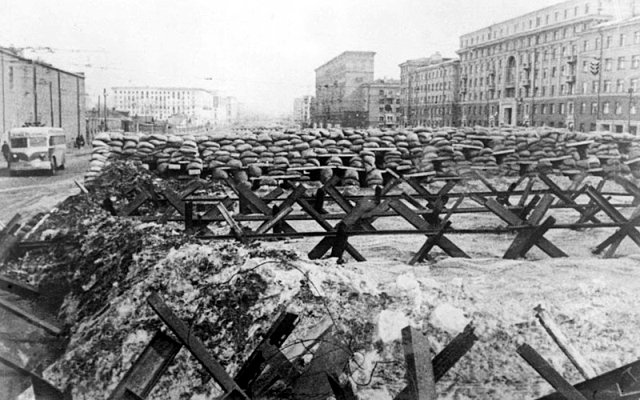
A Moscou en 1941.
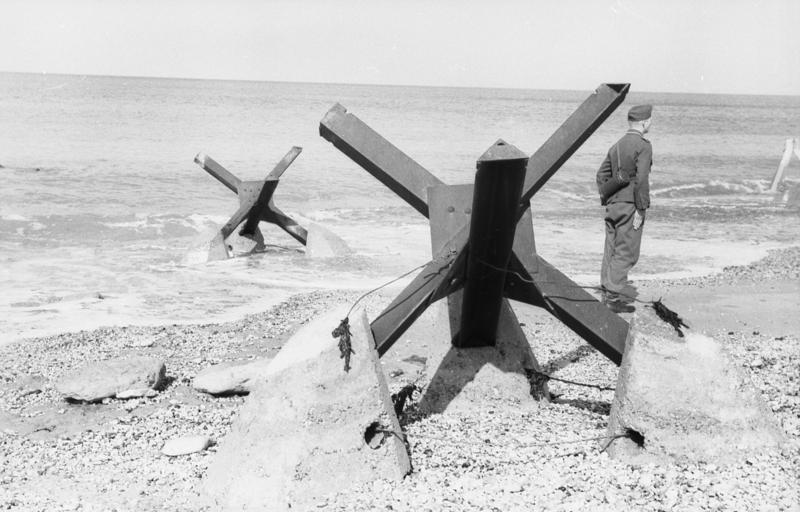
Hérissons tchèques le long du Mur de l'Atlantique dans les environs de Calais (avril 1944).
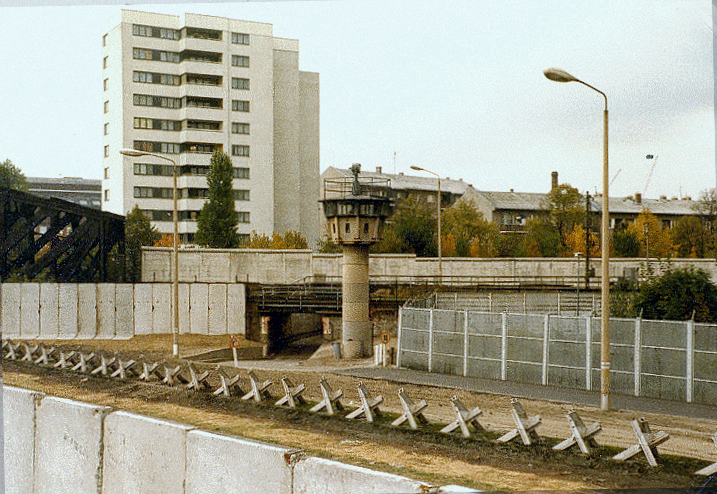
Hérissons tchèques du Mur de Berlin à Liesenstraße/Gartenstraße, 1980.
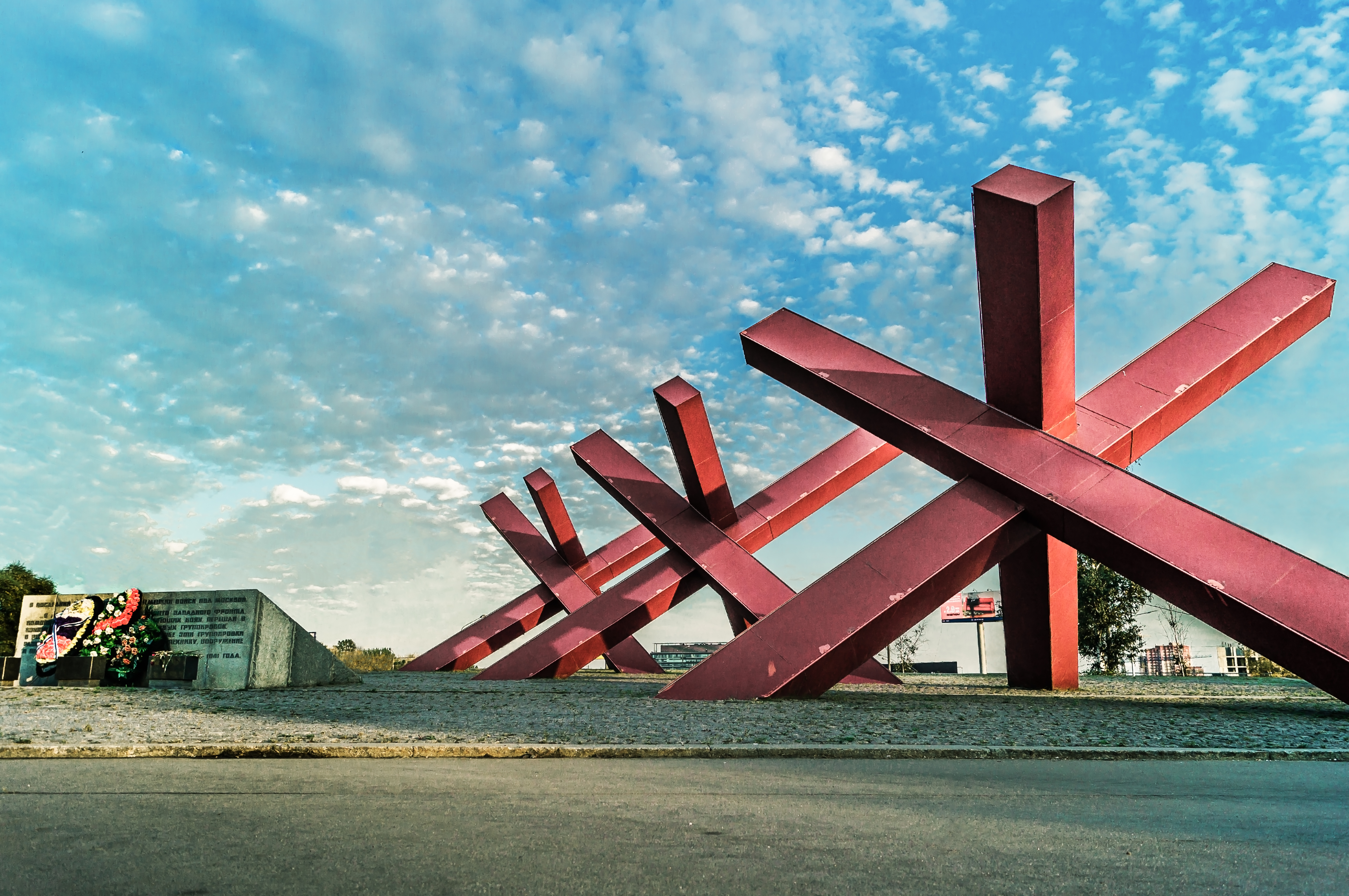
Monument à la mémoire des défenseurs de Moscou.